# Nesokia
Nesokia és un gènere de rosegadors de la família dels múrids. Aquest grup té un àmbit de distribució força ampli, des d'Egipte a l'oest fins a la Xina a l'est. El seu pes d'entre 100 i 500 g els situa entre els murins més grossos que hi ha. Tenen el cos robust, el cap curt i arrodonit, el musell ample, les orelles rodones i la cua relativament curta.